# 鮮肉老爸
《鮮肉老爸》，又名《愉悅愉悅地奔向未來吧》，2016年衛視電影台電視電影，為《台北愛情捷運》系列之一。由吳慷仁、侯彥西、曹西平、苗可麗、方志友、何以奇領銜主演。2014年9月殺青，衛視電影台預計於2016年4月23日播出。

## 播出時間

### 首播
| 頻道       | 所在地 | 首播日期      | 播放時間  |
| ---------- | ------ | ------------- | --------- |
| 衛視電影台 | 臺灣   | 2016年4月23日 | 週六21:00 |

### 重播
| 頻道       | 所在地 | 播放日期     | 播放時間         |
| ---------- | ------ | ------------ | ---------------- |
| 衛視電影台 | 臺灣   | 2016年5月1日 | 週日18:40～21:00 |

## 劇情簡介
誰沒有過失誤的青春？我們的爸媽也曾說謊、逃避，最後帶著一肚子自責和肥油老去，和我們並沒有什麼不同…	   
28 歲還在混大學的廢材阿給，跟老媽珍英住在淡水，父親是24年前少女心中的亞洲小情人「奶油起司」團員Bony，在新專輯問世前夕人卻失蹤。
那年他四歲，父親留下的只有一個未完成的歌，阿給長大後珍英不准他學吉他當 Rocker，兩人終日吵架。
對朋友總是義氣相挺的阿給，不但把存款都梭哈，還背著老媽把邱家魚丸房地契借給開Pub的老高抵押欠債。阿給前一秒在Pub逞英雄，下一秒就轉身向珍英開口要錢，再度被珍英轟出家門。	   
阿給只好借酒解憂愁。回家路上他一邊怪天怪地，一邊找地方想尿尿，忍到淡水河邊讓尿水隨河奔入海。沒想到眼前卻出現一名男子在淡水河中求救，阿給救起昏迷男子，發現竟然跟他老爸長得有點像…不！根本就跟失蹤時的老爸一樣年輕？！	   
酷龍叔看著溺水昏迷的人，不但自稱就是當年搭檔Bony，連番拷問他本尊才知道的事也都正確回答！阿給雖仍不信，但也只能先把他帶回家。Bony住進阿給家，珍英從懷疑到相信他就是失蹤多年的丈夫。因為Bony的出現，阿給發現自己似乎從未真正了解過母親，Bony的到來，讓屋簷底下幾個人的關係有了微妙的變化。
阿給跟Bony試遍各種回到過去的可能，跌跌撞撞卻一路失敗，他們把最後一絲希望押在上電視找方法，卻似乎不被相信，正要離去之際，大師神秘告知某處陰陽交會之衣櫃或許真的可以讓Bony回到過去。
經歷這一切，阿給突然明白他的魯蛇來自於他的逃避不負責，他決定自己挽救人生、挽救愛情。而他想到的方法竟是先把 Bony 從精神病院救出來，跟他一起挽救未來的人生…	   

## 演員陣容
| 演員姓名 | 角色名稱                  | 介紹 | 粵語配音 |
| 吳慷仁   | 邱敏 「奶油起司」團員Bony | 「奶油起司」團員Bony，稱亞洲小情人，擁有奶油小生/萬人迷的外表，同時也是阿給 20 年前失蹤的爸爸，20 年前演唱會前夕，突然從人間蒸發，從此成為傳說。                                              | 梁偉德   |
| 侯彥西   | 阿給/邱士愷               | 阿給，28歲，淡水人。四歲時父親Bony就失蹤了。退伍後重回學校混文憑，卻永遠畢不了業。心裡一直記掛偶像父親，直到有一天，還真的讓他遇見了一個跟父親一模一樣的人。                                  | 周倚天   |
| 曹西平   | 酷 「奶油起司」團員       | 54 歲。當年當紅偶像團體「奶油起司」團員，之後鮮少在螢光幕前現身，在淡水經營複合式唱片行，從Bony失蹤後，一直把阿給和士津兩兄妹當成自己的孩子一樣在疼愛他們，跟阿給亦父亦友，兩人常一起練肖話。 | 朱子聰   |
| 苗可麗   | 楊珍英                    | Bony的老婆。淡水公認第一美魔女，有魚丸西施之稱。嫁給Bony後接手經營他家的魚丸店。在二十年前因為懷了第二胎以後，Bony逃避的態度讓她氣得趕他出門，再也沒見過老公Bony。                            | 陸惠玲   |
| 方友     | 布丁                      | 阿給女友 。聰明漂亮，雖然有科學家的腦袋，一遇到愛情卻還是相當小女人，嘴硬心軟。高中的時候常到同學士津家念書認識阿給，不小心墜入愛河中。                                                       | 何寶珊   |
| 何以奇   | 邱士津                    | 阿給優秀的妹妹，和阿給相反的是，她繼承了父母親最優良DNA，聰明、冷靜，獸醫系高材生。出生前父親就失蹤了，因此不像哥哥對父親的牽掛。                                                             | 廖杏茵   |

### 其他演員
| 演員姓名 | 角色名稱 | 介紹 |

### 客串演出
| 演員姓名 | 角色名稱         | 介紹         | 粵語配音 |
| 江中博   | 名嘴             |              | 劉昭文   |
| 馬西屏   | 談話性節目主持人 |              | 葉振聲   |
| 葉天倫   | 命理大師         |              | 劉昭文   |
| 周厚安   | 耶穌             |              | 麥皓豐   |
| 安伯政   | 神經病           | 精神病院患者 |          |

## 電影歌曲
| 曲別   | 歌名                 | 演唱者         | 作詞 | 作曲   | 備註 |
| 主題曲 | 他們（原唱：張惠妹） | 嚴爵           | 林夕 | 嚴爵   |      |
| 插曲   | 野性的青春           | 曹西平，吳慷仁 | 孫儀 | 黃仁清 |      |

## 工作人員
- 監製：潘靜如 葉丹青
- 製作人：葉天倫
- 導演：高炳權
- 編劇：蔡顗禾
- 製作公司：晴天影像股份有限公司、八大電視股份有限公司
- 發行公司：凱擘影藝股份有限公司

## 獲獎與提名

### 電視金鐘獎
| 年份 | 獲提名 | 獎項                       | 結果 |
| ---- | ------ | -------------------------- | ---- |
| 2016 | 侯彥西 | 迷你劇集／電視電影男配角獎 | 提名 |

## 拍攝場景
- 捷運淡水線
- 宜蘭丸山療養院

## 外部連結
- 台北愛情捷運系列電影的Facebook專頁

| 衛視電影台 週六21:00         | 衛視電影台 週六21:00         | 衛視電影台 週六21:00 |
| ---------------------------- | ---------------------------- | -------------------- |
|                              | 鮮肉老爸 （2016年4月23日）   |                      |
| 奉子不成婚 （2016年4月16日） | 你好，再見 （2016年4月30日） |                      |